# Sherburne (New York)
Sherburne est une ville (town) américaine située dans le comté de Chenango, dans l'État de New York. En 2010, sa population est de 4 048 habitants. Le territoire de la ville englobe deux villages : Sherburne et Earlville.

## Histoire
La région de ce qui est devenu Sherburne, dans la vallée de la rivière Chenango, a été habitée à l'origine par les Onneiouts, une des six nations iroquoises, jusqu'à la fin des années 1780, lorsque l'État de New York leur a acheté la terre. Ces parcelles ont ensuite été vendues aux enchères à New York City.

## Source de la traduction
- (en) Cet article est partiellement ou en totalité issu de l’article de Wikipédia en anglais intitulé « Sherburne, New York » (voir la liste des auteurs).